# Montescudo
Montescudo ist eine Fraktion der italienischen Gemeinde (comune) Montescudo-Monte Colombo in der Provinz Rimini in der Emilia-Romagna.

## Geografie
Der Ort liegt etwa 16 Kilometer südlich von Rimini auf der orographisch linken Talseite des vom Conca durchflossenen gleichnamigen Tales auf 386 m s.l.m. Der Fluss Conca bildet zugleich die Grenze zur Provinz Pesaro und Urbino in den Marken. Nordwestlich von Montescudo liegt etwa 3 Kilometer entfernt die Grenze zur Republik San Marino.

## Geschichte
Während des Zweiten Weltkrieges im September 1944 war der Ort im Rahmen der Offensive der Alliierten auf die Gotenstellung, Deckname Operation Olive, Schauplatz heftiger Kämpfe zwischen Verbänden der deutschen Wehrmacht und der 8. britischen Armee. Im Ortsteil Traviri erinnert die Ruine der Ortskirche als Mahnmal zum Frieden an diese Ereignisse. Im ehemaligen Pfarrhaus der Kirche ist ein kleines Museum untergebracht, das auf die damaligen Ereignisse eingeht.
Montescudo war bis 2015 eine eigenständige Gemeinde und schloss sich am 1. Januar 2016 mit der Gemeinde Monte Colombo zur neuen Gemeinde Montescudo-Monte Colombo zusammen. Zur Gemeinde gehörten die Fraktionen Albereto, Santa Maria del Piano, Trarivi, Valliano und Vallecchio.